# Heinrich August Grosch
Heinrich August Grosch (* 26. Februar 1763 in Lübeck; † 6. Juli 1843 in Oslo) war ein Kupferstecher, Kunstmaler und Zeichenlehrer deutscher Herkunft, der in Dänemark und Norwegen lebte und arbeitete. Der Schwerpunkt seiner Werke lag auf romantischen Landschaftsdarstellungen in Kupferstich- und Aquatinta-Technik.

## Ausbildung
Grosch war der Sohn von Friedrich Heinrich Grosch, einem Uhrmacher und Kandidat der Theologie, und Catharina Tiedemann. Vor 1790 war er offenbar Schüler von Johann Jochen Ludwig in Lübeck. Von 1790 bis 1794 studierte er bei Ernst Heinrich Löffler an der Königlich Dänischen Kunstakademie in Kopenhagen. Er schloss seine Ausbildung mit Auszeichnung (kleine Silbermedaille) ab.

## Wirken

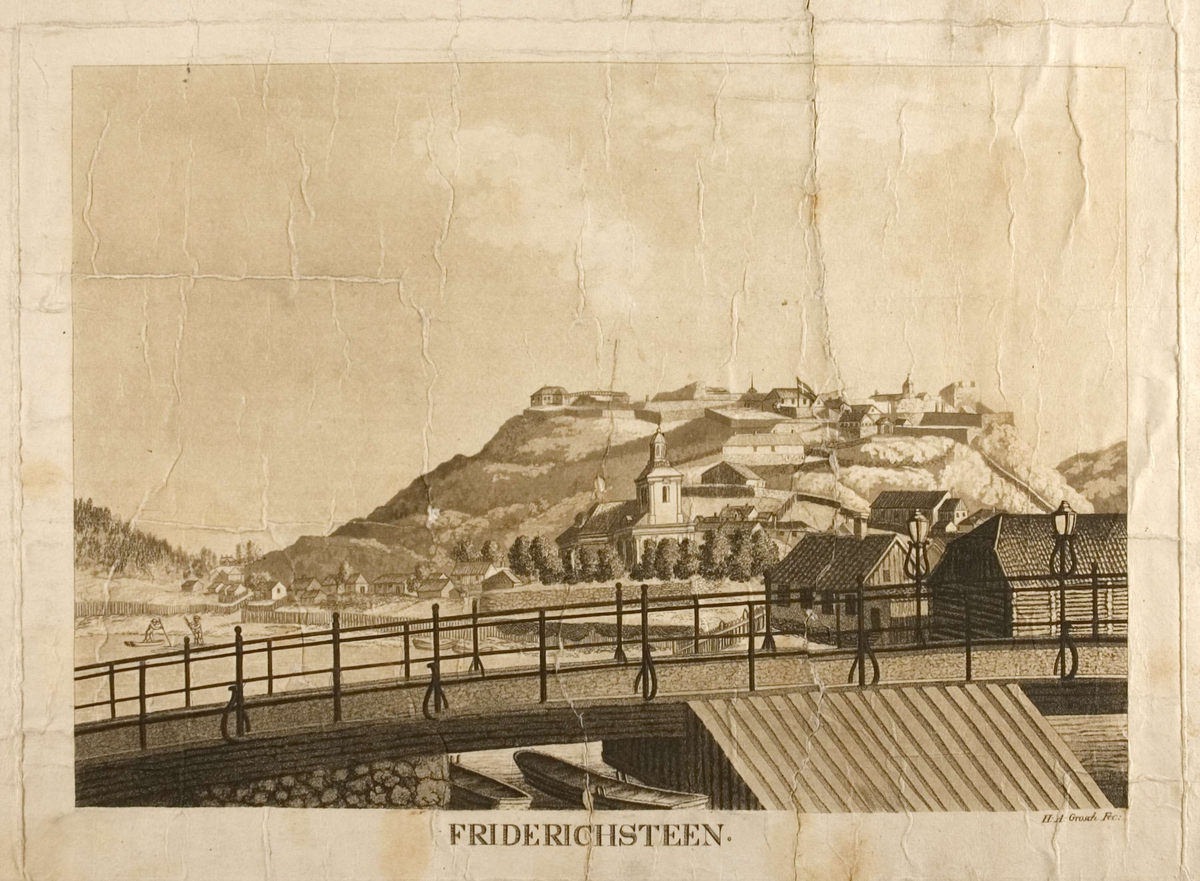
Grosch: Frederikshald

Von 1790 bis 1811 lebte Grosch in Kopenhagen und heiratete 1799 Johanne Margrethe Gerhardine Clar (1775–1849), Tochter eines Apothekers und Keramikers aus Rendsburg. 1810 unternahm Grosch eine erste Reise nach Norwegen. Er gründete in Frederikshald (heute Halden) 1811 eine private Zeichenschule und ein eigenes Maler-Atelier. 1817 übersiedelte er nach Christiania (heute Oslo), wo er an der Gründung der späteren königlichen Kunstschule beteiligt war, an der er bis 1840 als Lehrer arbeitete.
Er war der Vater des späteren Architekten Christian Heinrich Grosch (1801–1865).

## Werke (Auswahl)
- Holsteins schöne Gegenden, der Natur getreulich nachgebildet, Serie von Radierungen (1790)
- Norwegische Landschaftsansichten, nach Motiven von Erik Pauelsen, Christian August Lorentzen und eigenen Zeichnungen, Aquatinta, 15 Blatt (1797–1807)
- Porträt Franz Josef Gall, Kupferstich (1805)
- Wandgemälde mit Norwegischen Landschaften, Gouachen, Schloß Christiansborg (1810; nicht erhalten)
- Malerisk Rejse gennem Norge, Aquatinta, 2 Hefte mit 10 und 1 Blatt (1821)
- „Kosmorama“ mit norwegischen Phantasielandschaften, Bygdø Kungsgård (1835)

Grosch gab auch Anleitungshefte für den Zeichenunterricht heraus, so das Theoretisk Tegnebog for Fruentimmer („Theoretisches Zeichenbuch für Frauen“, 2 Hefte, 1794 und 1799).